# Jean-Paul Nunzi
 (mai 2025).
Jean-Paul Nunzi, né le 25 mai 1942 à Agen (Lot-et-Garonne), est un homme politique français.

## Biographie
Il est diplômé de l'Institut d'études politiques de Toulouse (promotion 1967).
Il adhère au Parti socialiste unifié (PSU) en 1968, et rejoint le Parti socialiste (PS) lors des Assises pour le Socialisme en 1974, suivant ainsi Michel Rocard.

## Détail des fonctions et des mandats
Mandats locaux
- 1983 - 1989 : Maire de Moissac
- 1989 - 1995 : Maire de Moissac
- 1995 - 2001 : Maire de Moissac
- 2001 - 2008 : Maire de Moissac
- 2008 - 2014 : Maire de Moissac
- 1982 - 1988 : Conseiller général du canton de Moissac-1
- 1988 - 1994 : Conseiller général du canton de Moissac-1
- 1994 - 2001 : Conseiller général du canton de Moissac-1

Mandat parlementaire
- 29 juillet 1988 - 1er avril 1993 : Député de la 2e circonscription de Tarn-et-Garonne
- 1er juin 1997 - 18 juin 2002 : Député de la 2e circonscription de Tarn-et-Garonne